# Херц, Адольф де
Адольф де Херц (рум. Adolf de Herz, полное имя Adolf Edmund George de Herz; 1887—1936) — румынский журналист и переводчик, драматург и поэт.
Некоторые его работы подписаны под псевдонимами a. d. h., A de H., -h-, H., Dinu Ramură.

## Биография

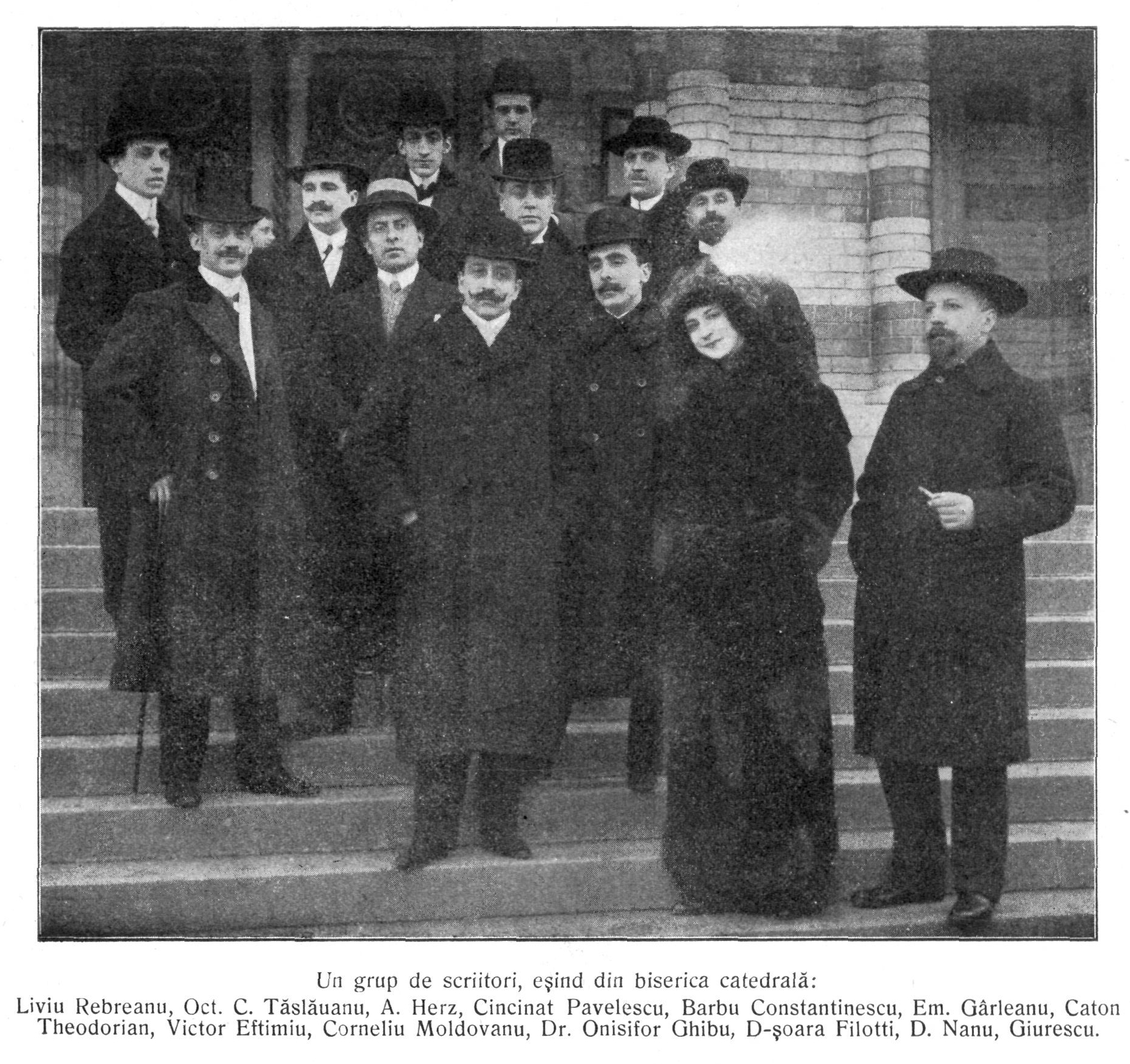
Адольф де Херц с группой румынских писателей

Родился 15 декабря 1887 года в Бухаресте в семье Edgar von Herz и его жены  Mariei Keresteyi, имеющих еврейский корни, уходящие в Австро-Венгрию. Его дед был банкиром и президентом Императорской железной дороги, отец был высокопоставленным банковским служащим и известен как переводчик румынской литературы.
Первоначально Адольф обучался дома, получая частные уроки. Затем посещал среднюю школу Георге Лазара (ныне Gheorghe Lazăr National College) в родном городе в течение двух лет, после чего был зачислен в военное училище в Яссах. Военное дело ему не нравилось, и Адольф стал писать стихи, а также создал драму, используя псевдоним Dinu Ramură. В 17 лет он опубликовал роман «De ziua nunții tale-ți scriu», который стал весьма популярным романом. В 1907 году он поступил на факультет литературы и философии Бухарестского университета, где проявил себя прилежным студентом, привлёк благосклонное внимание профессоров, среди которых были Титу Майореску, Михаил Драгомиреску и Помпилиу Элиаде.
Стихи Херца впервые появились в печати в 1906 году, в журнале Luceafărul, а затем в журналах Sămănătorul и Vieața Nouă. Первые его драматические эксперименты были вдохновлены произведениями румынского драматурга Александру Давила. Дебютной пьесой Адольфа де Херца стала «Domnița Ruxandra» 1907 года, за которой в 1908 году последовала «Floare de nalbă». Его произведения отошли от влияния Давилы и стали напоминать работы Хараламба Лекки. Затем последовали другие работы Херца. Некоторые из них были поставлены Национальным театром Бухареста. Одновременно он занимался и журналистской деятельностью. 
Адольф де Херц стал одним из основателей Румынского общества писателей, был литературным секретарем бухарестского Национального театра и главным редактором литературного журнала Făt Frumos. В 1910—1911 годах он посетил в рамках литературного тура румынские общины Австро-Венгрии, в том числе Буковину, познакомившись со многими писателями. В апреле 1911 года румынское театральное общество избрало Герца в свой первый руководящий комитет наряду с другими известными личностями в области литературы и искусства. Некоторое время в 1914 году Херц и художник Жан Стериади публиковали свой популярный журнал Ilustrațiunea Română. 
Во время Первой мировой войны Адольф Херц, как и вся Румыния, не мог определиться между поддержкой Союзников или Центральных держав, что отражалось на его творчестве. С августа 1916 года Румыния  поддержала Союзников, что прервало работу Херца в музыкальном театре. Он больше уделял внимания журналистике, познакомился и подружился с начинающим молодым поэтом Раду Джиром. Адольф вернулся к своей деятельности в Бухаресте после оккупации его Центральными державами. В июне 1917 года он познакомился с Лилли Тэнэсеску (Lilly Tănăsescu) — певице оперетты, дочери актера Иона Тэнэсеску (Ion Tănăsescu), на которой женился в июле месяце. Она выступала в театре Габриелеску до рождения их первого ребенка — дочери Александры Марии (Alexandra Maria). Позже в семье родились два сына — Нону и Куки.

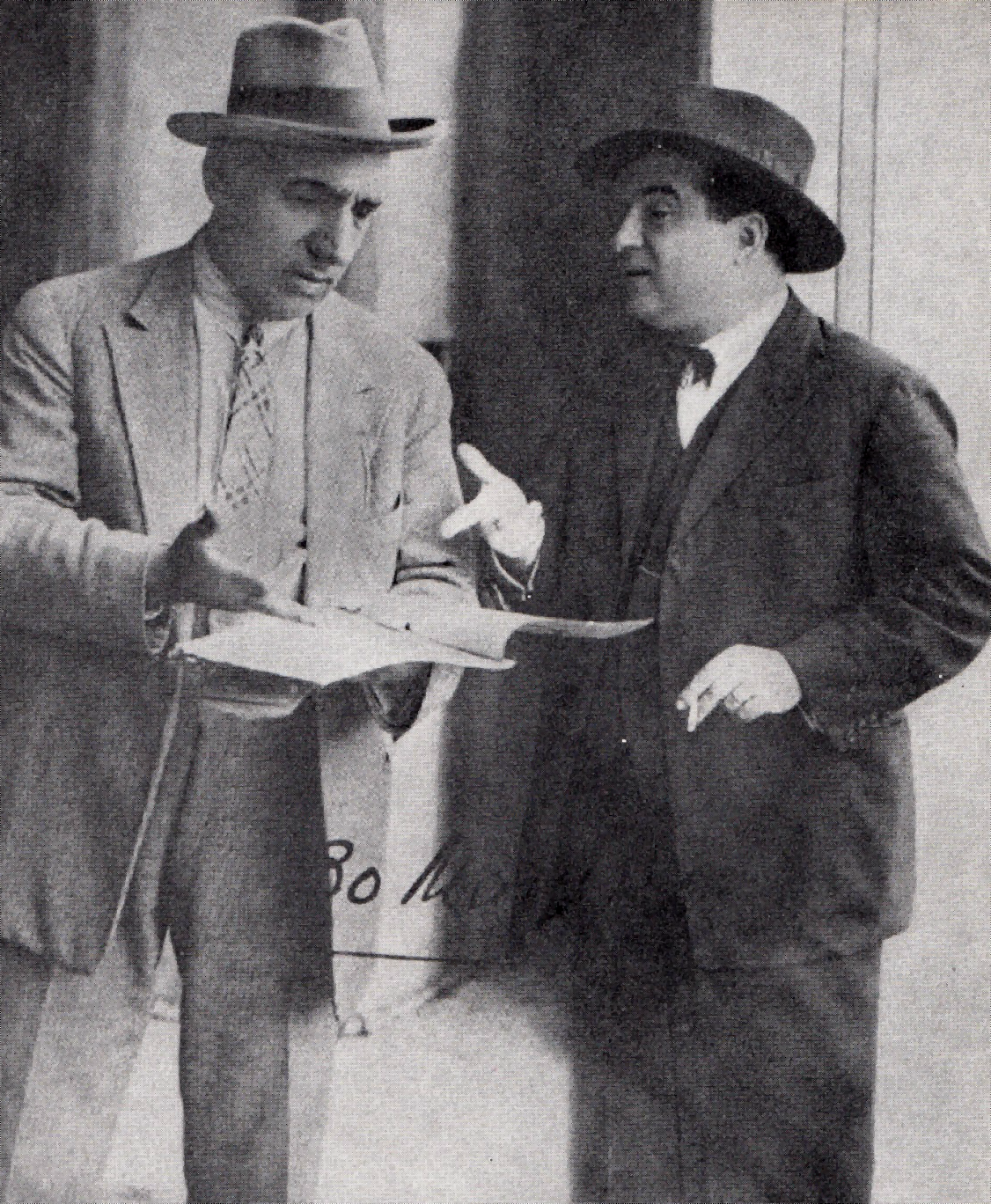
Константин Тэнасе и Адольф Херц (справа), 1925 год

В середине 1917 года Херц стал сотрудником журнала Săptămâna Ilustrată. В сентябре этого же года он вместе с Ливиу Ребряну принял участие в церемонии открытия культурного издания Scena, широко представлявшего многих писателей Румынии. Но именно здесь Адольф попал под общественную критику и ввяз в различные многолетние разбирательства, доходящие до скандалов. В 1924 году имя Адольфа Херца было включено в черный список еврейских журналистов трансильванской прессы. В межвоенный период он возобновил свою деятельность в Великой Румынии, занимаясь переводческой работой. С 1920 по 1924 год выпускал «Adevărul Literar şi Artistic», писал в культурный журнал Gândirea. В 1923 году Герц присоединился к обществу Society of Romanian Dramatic Authors Катона Теодориана. Вернулся на театральную сцену с различными новыми пьесами. В 1925 году вместе с другими деятелями культуры был исполнительным директором общества Filmul Românesc, посвященного продвижению румынской кинопродукции. Примерно в то же время он был главным редактором ежедневной газеты «Dimineața», работал ведущим на недавно открытой радиокомпании с серией интервью с актерами. Занятый в Национальном театре Бухареста, он также работал в провинциальных театрах. Продолжал работу переводчиком. 
В июне 1930 года Херц стал директором Национального театра Крайовы. Однако финансовые проблемы, угроза банкротства и политические интриги в конечном итоге привели к его увольнению в 1935 году. Умер 9 марта 1936 года в Крайове от болезни лёгких. Был похоронен 12 марта рядом с матерью на участке № 26 кладбища Беллу в Бухаресте.
После смерти Херца его семья осталась без средств к существованию, дом и библиотека были возвращены кредиторам. В мае 1937 года румынская поэтесса Клаудиа Миллиан опубликовала призыв к общественным пожертвованиям, чтобы помочь бездомной вдове и её детям.

## Некоторые работы
На румынском языке:
| - Domnița Ruxandra, 1907 - Floare de nalbă, 1908 - Noaptea Învierii, 1909 - Când ochii plâng. A fost odată, 1911 - Păianjenul, 1913 - Bunicul, 1913 - Cuceritorul, 1914 - Sorana, 1916 - Caricatura sub ocupație, 1918 | - Vălul de pe ochi, 1918 - Mărgelu, 1921 - Șeful gării, 1924 - Seară pierdută, 1925 - Aripi frânte, 1925 - Omul de zăpadă, 1927 - Noapte bună, 1928 - Încurcă-lume, 1929 - Om discret și alte povestiri vesele, 1931 |

## Интересные факты
А. де Херц был автором стихотворения, на которое написал музыку Веспасиан Василеску. Песня «De când ne-a aflat mulțimea» была записана на пластинку в 1928 г. певцом Марином Теодореску под псевдонимом Завайдок. Мелодия этой песни стала популярной и исполняется как фольклорными оркестрами (Тараф), так и танцевальными ансамблями обычно под названием «Hora fetelor» (Хоровод девушек) как народная без указания фамилии композитора. Эта мелодия использована в фильмах «Атаман Кодр» (композитор Давид Федов) и «Высокий блондин в чёрном ботинке» (композитор Владимир Косма).